# George W. Norris

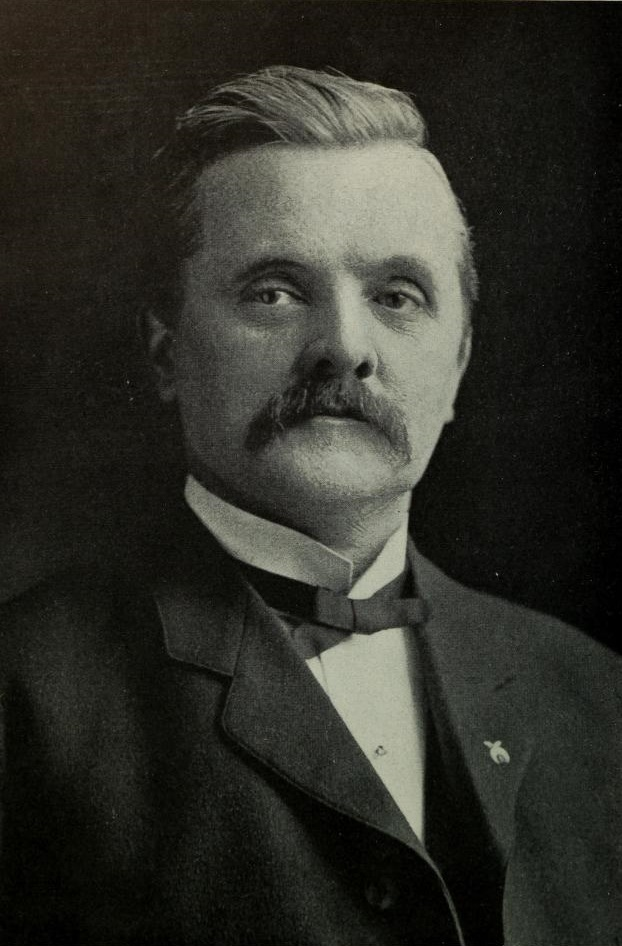
George W. Norris

George William Norris (* 11. Juli 1861 bei Clyde im York Township, Sandusky County, Ohio; † 2. September 1944 in McCook, Nebraska) war ein US-amerikanischer Rechtsanwalt und Politiker, der Abgeordneter im Repräsentantenhaus der Vereinigten Staaten und US-Senator für den Bundesstaat Nebraska war.

## Frühe Jahre
George William Norris wurde als elftes von zwölf Kindern armer Eltern auf einer Farm bei Clyde in Ohio geboren. Er besuchte die örtlichen Schulen und studierte später an der Baldwin University (heute: Baldwin-Wallace College) in Berea Rechtswissenschaften, während er sich nebenbei als Lehrer Geld verdiente. Im Anschluss machte er seinen Bachelor of Laws an der Valparaiso University im Bundesstaat Indiana. 1885 siedelte er in die wohlhabende Stadt Beaver City in Nebraska über und begann, als Anwalt zu arbeiten. Er war für drei Legislaturperioden Bezirksstaatsanwalt (county attorney) des Furnas County und von 1895 bis 1902 Bezirksrichter (district judge). 1889 heiratete er Pluma Lashley († 1901), die ihm drei Töchter gebar, und zog 1899 nach McCook. Mit seiner zweiten Frau Ellie Leonard, die er 1903 heiratete, hatte er keine Kinder.

## Politischer Aufstieg
Am 4. März 1903 begann seine Amtszeit als Republikaner im US-Repräsentantenhaus, wo er für insgesamt fünf Legislaturperioden (bis zum 3. März 1913) aktiv war. 1910 war Norris eine Schlüsselfigur im Streit mit dem Sprecher des Repräsentantenhauses, Joseph Gurney Cannon, in dem dieser Teile seiner politischen Macht einbüßte. Beispielsweise war der Sprecher nicht mehr Vorsitzender des United States House Committee on Rules und konnte auch nicht eigenhändig Mitglieder der anderen house committees ernennen.
Norris stellte sich 1912 nicht mehr zur Wiederwahl, da er sich in den Senat wählen ließ. Seine Amtszeit dauerte vom 4. März 1913 bis zum 3. Januar 1943. Er lehnte Präsident Woodrow Wilsons Außenpolitik ab und sprach sich gegen ein Eintreten der USA in den Ersten Weltkrieg aus. Er gilt als Vater der Tennessee Valley Authority (TVA) und war verantwortlich für das 20. Amendment zur amerikanischen Verfassung. Auch setzte er sich für die Rechte von Arbeitern ein, so zum Beispiel mit dem Norris-La Guardia Act von 1932, in dessen Zuge ein Gesetz erlassen wurde, das Arbeitsverträge für nicht rechtmäßig erklärte, in denen Arbeiter darauf verzichten mussten, sich gewerkschaftlich zu betätigen.
1928 und 1932 unterstützte Norris die demokratischen Präsidentschaftskandidaten Al Smith und Franklin D. Roosevelt, jedoch ohne selbst der Demokratischen Partei nahezustehen. Als er 1936 wiedergewählt wurde, war er keiner der Parteien angehörig.

## Ausschüsse
Während seiner Amtszeit war Norris Vorsitzender folgender Ausschüsse:
- Committee on the Five Civilized Tribes of Indians
- Committee on Patents
- Committee on Agriculture and Forestry
- Justizausschuss des Senats

## Tod und Vermächtnis
George William Norris zeichnete für eine Reihe nachhaltiger Veränderungen verantwortlich. Seine progressive Politik wirkt zum Teil bis heute nach. Beispielsweise war Norris treibende Kraft in der Umformung der Nebraska Legislature, die bis heute als einziger US-Bundesstaat ein Einkammersystem hat.
Der erste große Damm, der von der Tennessee Valley Authority gebaut wurde, wurde zu seinen Ehren Norris Dam benannt. Außerdem gab er dem Norris Highway und der Stadt Norris in Tennessee seinen Namen.
George William Norris verstarb am 2. September 1944 in McCook, nachdem er sich zuvor aus dem öffentlichen Leben zurückgezogen hatte. Sein Wohnhaus in McCook wurde 1967 unter dem Namen George W. Norris House als National Historic Landmark der Vereinigten Staaten geschützt. Im folgenden Jahr vermachte Norris’ Witwe das Anwesen der Nebraska State Historical Society, und das Haus wurde zur Historic Site des Staates Nebraska erklärt und in ein Museum zum Wirken des Senators umgewandelt.